# KLF1
KLF1 (англ. Kruppel like factor 1) – білок, який кодується однойменним геном, розташованим у людей на короткому плечі 19-ї хромосоми. Довжина поліпептидного ланцюга білка становить 362 амінокислот, а молекулярна маса — 38 221.
| 10         |  | 20         |  | 30         |  | 40         |  | 50         |
| ---------- |  | ---------- |  | ---------- |  | ---------- |  | ---------- |
| MATAETALPS |  | ISTLTALGPF |  | PDTQDDFLKW |  | WRSEEAQDMG |  | PGPPDPTEPP |
| LHVKSEDQPG |  | EEEDDERGAD |  | ATWDLDLLLT |  | NFSGPEPGGA |  | PQTCALAPSE |
| ASGAQYPPPP |  | ETLGAYAGGP |  | GLVAGLLGSE |  | DHSGWVRPAL |  | RARAPDAFVG |
| PALAPAPAPE |  | PKALALQPVY |  | PGPGAGSSGG |  | YFPRTGLSVP |  | AASGAPYGLL |
| SGYPAMYPAP |  | QYQGHFQLFR |  | GLQGPAPGPA |  | TSPSFLSCLG |  | PGTVGTGLGG |
| TAEDPGVIAE |  | TAPSKRGRRS |  | WARKRQAAHT |  | CAHPGCGKSY |  | TKSSHLKAHL |
| RTHTGEKPYA |  | CTWEGCGWRF |  | ARSDELTRHY |  | RKHTGQRPFR |  | CQLCPRAFSR |
| SDHLALHMKR |  | HL         |  |            |  |            |  |            |

A: Аланін

C: Цистеїн

D: Аспарагінова кислота

E: Глутамінова кислота

F: Фенілаланін

G: Гліцин

H: Гістидин

I: Ізолейцин

K: Лізин

L: Лейцин

M: Метіонін

N: Аспарагін

P: Пролін

Q: Глутамін

R: Аргінін

S: Серин

T: Треонін

V: Валін

W: Триптофан

Кодований геном білок за функціями належить до активаторів, фосфопротеїнів. 
Задіяний у таких біологічних процесах, як транскрипція, регуляція транскрипції, ацетилювання. 
Білок має сайт для зв'язування з іонами металів, іоном цинку, ДНК. 
Локалізований у ядрі.